# Острый (остров)
О́стрый — остров архипелага Северная Земля. Административно относится к Таймырскому Долгано-Ненецкому району Красноярского края.
Расположен в восточной части архипелага в северо-восточной части залива Ахматова на расстоянии около километра от побережья острова Большевик, к северу от мыса Дальний. Вокруг Острого лежат другие острова архипелага: Южный — в 700 метрах к северу и Низкий — в 1,3 километрах к юго-востоку.
Имеет слегка вытянутую с юга на север форму длиной не более 300 метров. Существенных возвышенностей на острове нет.

## Топографические карты
- Лист карты T-48-VII,VIII,IX залив Ахматова. Масштаб: 1 : 200 000. Состояние местности на 1982 год. Издание 1988 г.